# Commondale
Commondale är en ort och civil parish i Storbritannien.   Den ligger i grevskapet North Yorkshire och riksdelen England, i den centrala delen av landet, 300 km norr om huvudstaden London. Commondale ligger 165 meter över havet och antalet invånare är 129.
Terrängen runt Commondale är kuperad åt sydväst, men åt nordost är den platt. Runt Commondale är det ganska tätbefolkat, med 129 invånare per kvadratkilometer. Närmaste större samhälle är Middlesbrough, 19,5 km nordväst om Commondale. Trakten runt Commondale består i huvudsak av gräsmarker.